# Laid Back
Laid Back — данський поп-гурт, сформований в 1979 році, популярність якому принесли хіти «Sunshine Reggae» (1982) і «White Horse» (1983).

## Кар'єра
Джон Гульдберг і Тім Шталь познайомилися і почали грати разом в середині 1970-х років в рамках групи «The Starbox Band». Група розпалася після невдалого туру на розігріві у метрів року «The Kinks» пару років по тому, і музиканти вирішили продовжити виступати разом. Гульдберг створив невелику студію в центрі Копенгагена, де два музиканти почали вивчати можливості, які відкривали нові технології, такі як багатодоріжкові магнітофони, синтезатори і драм-машини.
Їх дебютний альбом, що отримав назву «Laid Back», вийшов 1981 року, а сингл «Maybe I'm Crazy» став хітом номер один в Данії. Перший альбом не приніс колективу особливої популярності, і вона залишалася відомою тільки у себе на батьківщині в Данії і Південній Америці.
Група добилася міжнародного визнання в 1983 році з виходом альбому «Keep Smiling» і синглу «High Society Girl», сингл 1982 року «Sunshine Reggae» знайшов велику популярність в Європі в 1983 році (включаючи 1-ші місця в хіт-парадах Німеччини і Австрії, 3-тє в Італії, 4-тє в Нідерландах і Бельгії). Радянське телебачення включило 22 жовтня 1983 року в програму «Мелодії і ритми зарубіжної естради» виступ дуету на італійському фестивалі в Сан-Вінсенте, що поклало початок популярності групи в і СРСР. У США популярність отримала інша пісня «White Horse», вона досить активно розкручувалася на дискотеках країни. Сингл посів перше місце в Billboard's National Disco Action і 26 місце в Billboard Hot 100 . Його відносно низьке місце в Billboard Hot 100 було, найімовірніше, через спірну лірику, який перешкоджав тому, щоб він отримав радіотрансляцію у великій частині країни.
Причиною раптового успіху стала їх унікальність: на відміну від багатьох данських груп лірика їх пісень написана англійською мовою і головне, хоча вони користувалися тільки електронними інструментами, їх композиції звучали в руслі поп-музики, що було незвично для часу повсюдного захоплення мінором нових романтиків.
Надалі вони випустили два альбоми «Play It Straight» і «See You in the Lobby» в 1985 і 1987 роках відповідно, які мали скромний успіх, сингли «Abu-Dhabi» і «Tricky Kind of Thing» вийшли для невеликої фанфари і обмеженого графіка.
У 1989 році дует повернувся на музичну мапу світу зі своїм новим синглом «Bakerman» (з участю данської співачки Ганне Боель), який став хітом в більшості європейських країн (включаючи 9-е місце в Німеччині) і добився меншого успіху у Великій Британії, де пісня піднялася до 44-го місця в хіт-параді (1990). Пісня була активно «розкручена» на телебаченні завдяки незвичайному відеокліпу, знятому режисером Ларсом фон Трієром, в якому група стрибає з літака і «грає» на музичних інструментах у вільному падінні.
Протягом наступних двох десятиліть Laid Back продовжував працювати разом, а відтоді випустив чотири альбоми, кілька синглів та два альбоми з найбільшими хітами. Збірки хітів вийшли в 1995 і 1999 роках.
У 2002 році дует створив музику до фільму «Flyvende Farmor», за яку їм була вручена премія «Robert», одна з найбільш важливих премій в данській кіноіндустрії, так званий «данський Оскар».
У 2010 році дует повернувся з синглом «Cocaine Cool».

## Дискографія
- 1981: Laid Back
- 1983: Keep Smiling
- 1985: Play It Straight
- 1987: See You in the Lobby
- 1990: Hole in the Sky
- 1993: Why Is Everybody in Such a Hurry
- 1995: Laidest Greatest
- 1999: Unfinished Symphonies
- 2004: Happy Dreamer
- 2011: Cosmic Vibes
- 2012: Cosyland
- 2013: Uptimistic Music vol. 1
- 2013: Uptimistic Music vol. 2
- 2019: Healing Feeling

## Сингли
| Рік  | Пісня                       | Позиції в чартах | Позиції в чартах | Позиції в чартах | Позиції в чартах | Позиції в чартах | Позиції в чартах | Позиції в чартах | Позиції в чартах | Позиції в чартах | Позиції в чартах | Позиції в чартах | Альбом                            |
| Рік  | Пісня                       | NED              | BEL (FLA)        | GER              | AUT              | SWI              | SWE              | UK               | NZ               | US               | US R&B           | US Dance         | Альбом                            |
| ---- | --------------------------- | ---------------- | ---------------- | ---------------- | ---------------- | ---------------- | ---------------- | ---------------- | ---------------- | ---------------- | ---------------- | ---------------- | --------------------------------- |
| 1980 | «Maybe I'm Crazy»           | —                | —                | —                | —                | —                | —                | —                | —                | —                | —                | —                | Laid Back                         |
| 1981 | «China Girl»                | —                | —                | —                | —                | —                | —                | —                | —                | —                | —                | —                | Laid Back                         |
| 1981 | «Bolivia»                   | —                | —                | —                | —                | —                | —                | —                | —                | —                | —                | —                | Laid Back                         |
| 1981 | «Night Train Boogie»        | —                | —                | —                | —                | —                | —                | —                | —                | —                | —                | —                | Laid Back                         |
| 1983 | «Sunshine Reggae»           | 4                | 4                | 1                | 1                | 9                | —                | —                | —                | —                | —                | —                | …Keep Smiling                     |
| 1983 | «High Society Girl»         | —                | —                | 9                | —                | —                | —                | —                | —                | —                | —                | —                | …Keep Smiling                     |
| 1984 | «White Horse»               | 15               | 18               | —                | —                | —                | —                | 90               | 49               | 26               | 5                | 1                | …Keep Smiling                     |
| 1984 | «Elevator Boy»              | —                | —                | —                | —                | —                | —                | —                | —                | —                | —                | —                | …Keep Smiling                     |
| 1985 | «One Life»                  | —                | —                | —                | —                | —                | —                | —                | —                | —                | —                | 10               | Play It Straight                  |
| 1986 | «I'm Hooked»                | —                | —                | —                | —                | —                | —                | —                | —                | —                | —                | —                | Play It Straight                  |
| 1987 | «It's a Shame»              | —                | —                | —                | —                | —                | —                | —                | —                | —                | —                | —                | See You In The Lobby              |
| 1987 | «Party at the White House»  | —                | —                | —                | —                | —                | —                | —                | —                | —                | —                | —                | See You In The Lobby              |
| 1987 | «So This Is X●Mas»          | —                | —                | —                | —                | —                | —                | —                | —                | —                | —                | —                | Сингл                             |
| 1989 | «Bakerman»                  | 20               | 27               | 9                | 1                | 10               | 13               | 44               | —                | —                | —                | —                | Сингл                             |
| 1990 | «Bet It on You»             | —                | —                | —                | —                | —                | —                | —                | —                | —                | —                | —                | Hole In The Sky                   |
| 1990 | «Highway of Love»           | —                | —                | 59               | —                | —                | —                | —                | —                | —                | —                | —                | Hole In The Sky                   |
| 1993 | «I Can't Live Without Love» | —                | —                | —                | —                | —                | —                | —                | —                | —                | —                | —                | Why Is Everybody In Such A Hurry! |
| 1993 | «Groovie Train»             | —                | —                | —                | —                | —                | —                | —                | —                | —                | —                | —                | Why Is Everybody In Such A Hurry! |
| 1995 | «We Don't Do It»            | —                | —                | —                | —                | —                | —                | —                | —                | —                | —                | —                | Laidest Greatest                  |
| 1999 | «Key To Life»               | —                | —                | —                | —                | —                | —                | —                | —                | —                | —                | —                | Unfinished Symphonies             |
| 2000 | «Feels Like Heaven»         | —                | —                | —                | —                | —                | —                | —                | —                | —                | —                | —                | Unfinished Symphonies             |
| 2003 | «Beautiful Day»             | —                | —                | —                | —                | —                | —                | —                | —                | —                | —                | —                | Happy Dreamer                     |